# Gabrje pod Limbarsko Goro
Gabrje pod Limbarsko Goro este o localitate din comuna Moravče, Slovenia, cu o populație de 50 de locuitori.